# Pinacoteca Nazionale di Ferrara
Die Pinacoteca Nazionale di Ferrara ist ein italienisches staatliches Museum. Sie ist im Piano nobile des Palazzo dei Diamanti untergebracht und enthält Gemälde der Ferrareser Schule aus dem 13. bis 18. Jahrhundert.

## Geschichte
Die Pinacoteca di Ferrara wurde 1836 mit einer ersten Sammlung von Werken aus den Kirchen der Stadt gegründet, die im Palazzo Municipale gesammelt wurden. Im Jahr 1846 wurden die Arbeiten in den Palazzo dei Diamanti verlegt, der 1842 von der Stadt Ferrara von den letzten Erben der Familie Villa erworben wurde.
Im Jahr 1958 ging die Kunstgalerie in den Besitz des italienischen Staates über und ist seit 2015 Teil des autonomen Museumskomplexes der Galleria Estense.

## Ausstellung
Zu sehen sind der Triumph des hl. Augustinus von Serafino de’ Serafini aus Modena, die Madonna mit Kind von Gentile da Fabriano und von Cosmè Tura Das Jüngste Gericht und das Martyrium des Hl. Maurelius. Zu sehen sind auch Gemälde von Ercole de’ Roberti, Vicino da Ferrara und Michele Pannonio, die zu den wichtigsten Ferraneser Künstlern des 15. Jahrhunderts gehören.
Aus den Sammlungen von Este stammen Werke von Andrea Mantegna, z. B. Christus trägt die Seele der Madonna. Von unsicherer Urheberschaft sind die Muse Erato und Muse Urania, die ursprünglich aus dem Studiolo di Belfiore des Marchese Leonello d’Este im Palazzo Belfiore stammen.
Das 16. Jahrhundert wird von Garofalo vertreten, der mit dem Polyptychon Costabili vertreten ist, einem Werk, das zwischen 1513 und 1523 von Dosso Dossi ausgeführt wurde. Einige Werke von Sebastiano Filippi, bekannt als Bastianino, stammen aus der Zeit des Manierismus. Andere Meister, die mit ihren Werken vertreten sind, sind Carlo Bononi, Scarsellino, Vittore Carpaccio, Giovanni Battista Benvenuti, bekannt als Ortolano, Giovanni Francesco Maineri, Domenico Panetti, Michele Coltellini, der Meister der großen Augen und andere.
Zu den wichtigsten Werken des 17. Jahrhunderts gehört Guercinos Martyrium des Hl. Maurelius (1635).
Werke von nicht-italienischen Malern sind in den Sammlungen der Kunstgalerie sehr selten. Von besonderem Interesse ist das Familienporträt von François-Guillaume Ménageot aus dem Jahr 1801.

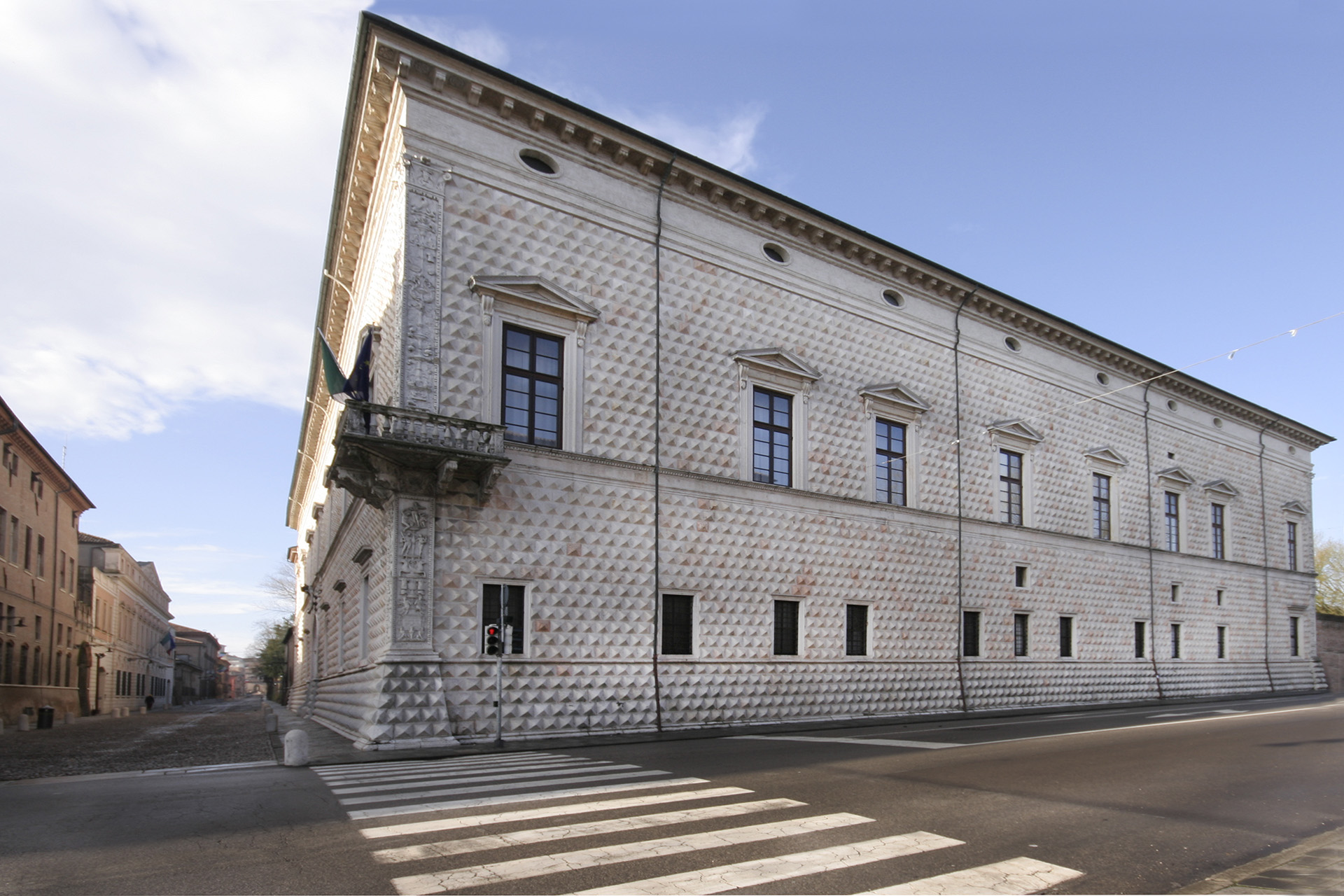
Museumssitz Palazzo dei Diamanti
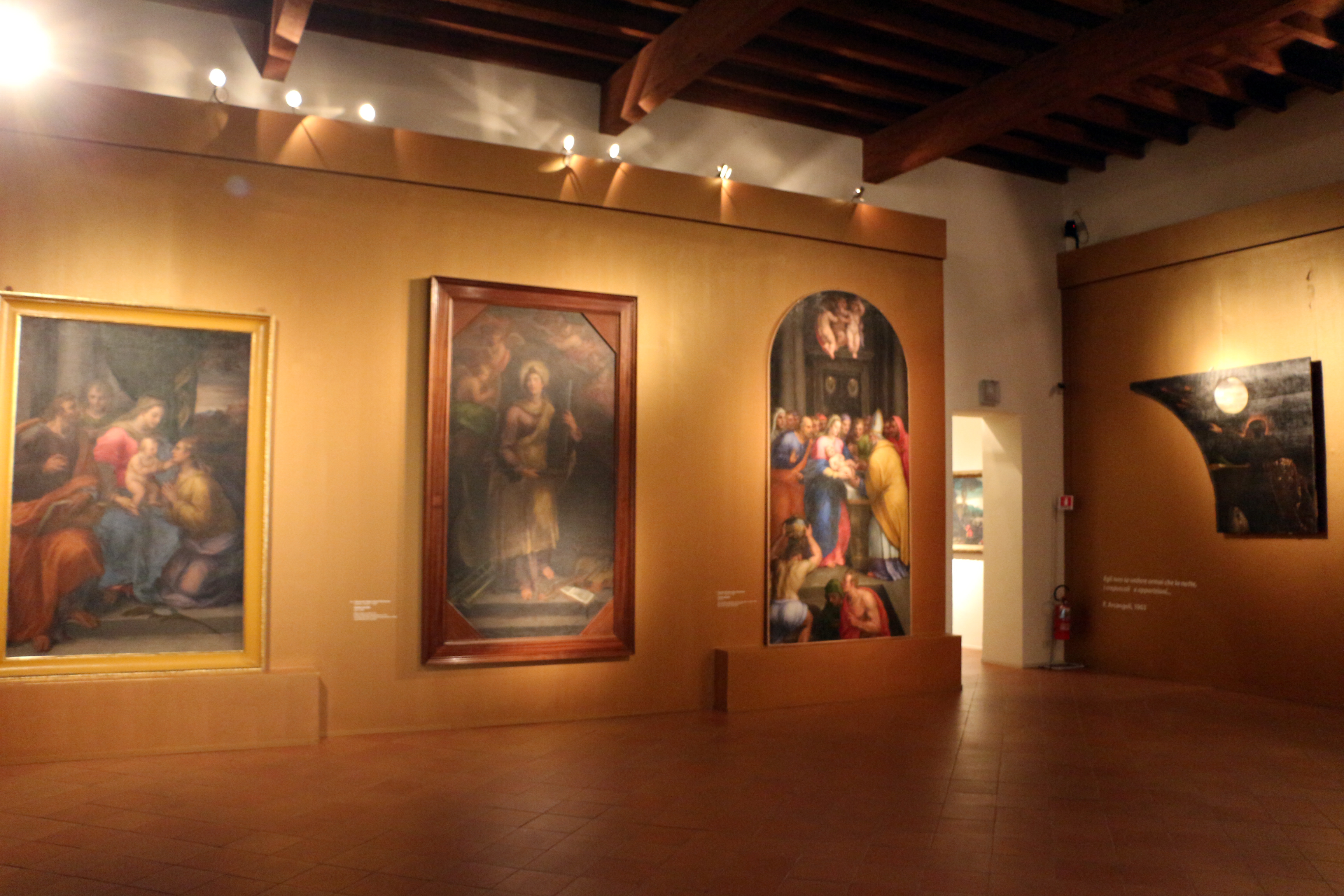
Ausstellungssaal des Manieristen Bastianino
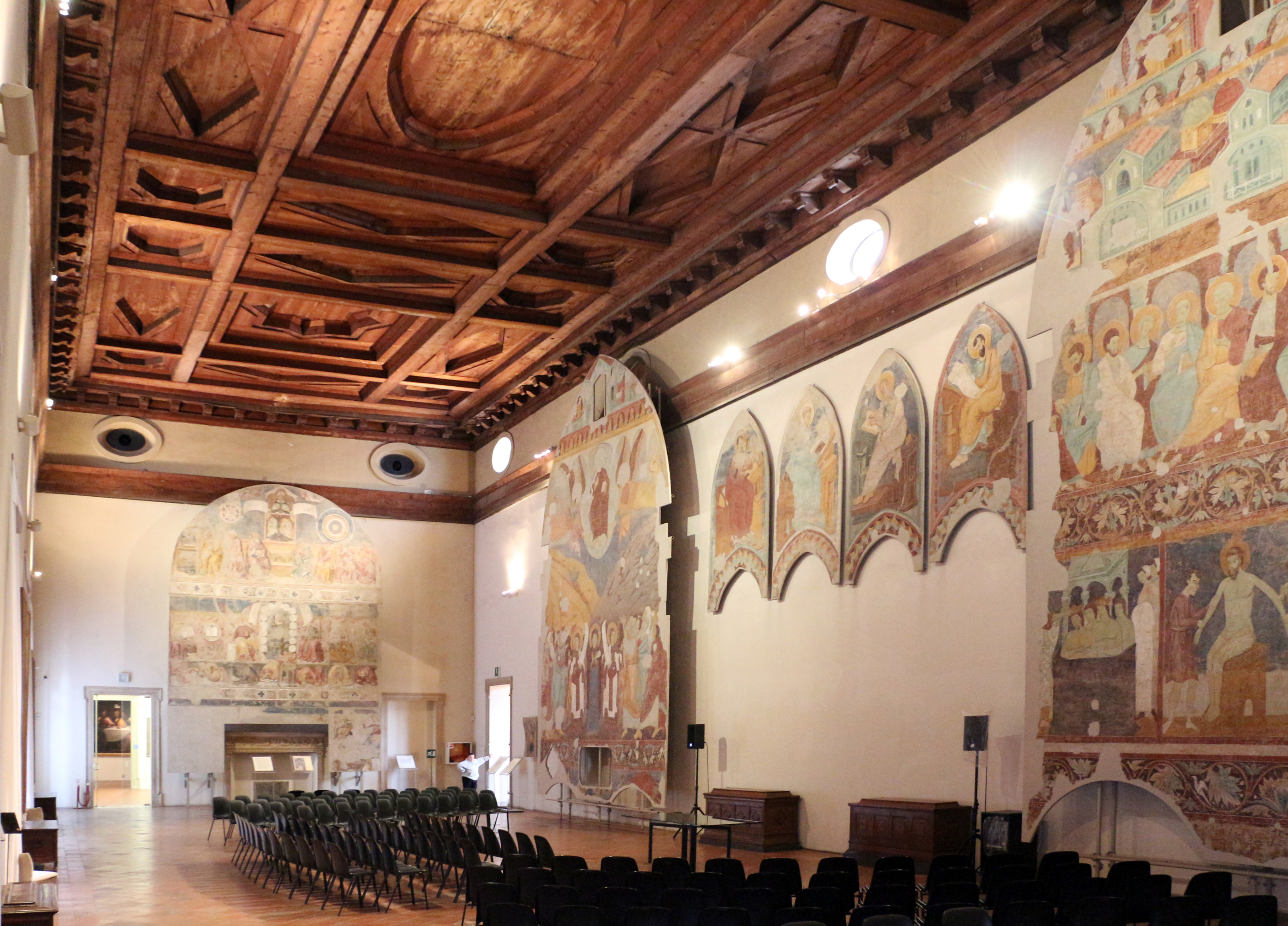
Der Ehrensaal mit Fresken aus dem 14. Jahrhundert